# François de Coninck (lid Nationaal Congres)
Jean François de Coninck (Wijtschate, 20 februari 1763 - Ieper, 18 februari 1846) was lid van het Nationaal Congres.

## Levensloop
De Coninck werd licentiaat in de rechten aan de universiteit van Leuven in 1786. In 1790 werd hij raadpensionaris in Ieper voor de acht parochies van de 'Generaliteit' in Westelijk Vlaanderen, in 1792 werd hij pensionaris en griffier van de stad Oostende. In de Franse tijd werd hij rechter bij de rechtbank van het Leiedepartement (1797). Van 1800 tot 1811 was hij advocaat en plaatsvervangend rechter en van 1811 tot 1823 was hij rechter in Ieper. Procureur-generaal Beyts beoordeelde hem als volgt: Uitstekend advocaat, bezit een groot fortuin en geniet de algemene achting. Hij werd in 1820 ook schepen van Wijtschate.
De kiezers van het arrondissement Ieper stuurden hem naar het Nationaal Congres. Hij nam er nooit het woord, maar bracht in de belangrijke aangelegenheden zijn stem uit. Hij stemde voor de onafhankelijkheidsverklaring en voor de eeuwigdurende uitsluiting van de Nassaus. In de eerste stemronden voor een kandidaat-koning stemde hij eerst voor hertog Karel van Oostenrijk-Teschen en vervolgens voor de hertog van Leuchtenberg. Als regent gaf hij de voorkeur aan Félix de Mérode. In juni stemde hij voor Leopold van Saksen Coburg en voor de aanvaarding van het Verdrag der XVIII artikelen.
In 1831 werd hij tot senator verkozen en bleef dit tot in 1837.
De Coninck was een zoon van Jean-François de Coninck, algemeen ontvanger van de kasselrij Ieper, en van Marie Leuridan. Hij trouwde met Marie-Françoise Peellaert. Hun zoon, Charles de Coninck (1805-1866), die ongehuwd bleef, werd advocaat in Brussel en was vervolgens rechter in Ieper.